# Oodi
Oodi – wieś w Botswanie w dystrykcie Kgatleng. Według spisu ludności z 2011 roku wieś liczyła 5687 mieszkańców.